# Sankofa

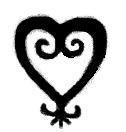
Adinkra-Symbol Sankofa

Der Sankofa-Vogel ist ein Symbol, das in der Religion der Akan (Elfenbeinküste und Ghana), aber auch anderer westafrikanischer Gruppen vorkommt und für das Lernen aus der Vergangenheit für eine bessere Zukunft steht.
Der Vogel hat seinen Kopf auf seinen Rücken gedreht, um sein Ei aufzufangen. Bei den Aschanti (Ghana) bedeutet Sankofa so viel wie „wenn Du in die Vergangenheit siehst, erkennst Du die Zukunft“. Die Erinnerung und die Möglichkeit, auf Traditionen zurückzugreifen, soll dem Vergessen entgegenwirken und neue Optionen für die Gegenwart wie die Zukunft ergeben. Der bedeutende ghanaische Historiker Albert Adu Boahen benannte seinen Verlag, in dem er kritische Werke zur afrikanischen Geschichte herausgab, nach diesem symbolischen Wesen.
Dieses Symbol spielt auch in der Kawaida-Philosophie von Maulana Karenga eine Rolle, die traditionsbildend für die Black-Freedom-Bewegung der 1960er Jahre wirkte. Über die afroamerikanische Community ist dieser Ansatz inzwischen zurück nach Europa und Afrika transportiert worden.
Beispielsweise verwenden verschiedene afrikanische und anti-rassistische Pädagogen das Symbol in ihrer Arbeit, wie Aeeshah Ababio-Clottey und Kokomon Clottey in ihrem Antirassismustraining „Beyond Fear“, die Initiative Schwarzer Deutscher in ihren SANKOFA – Feriendörfern oder die äthiopische Pädagogin Ellani Tedla in ihrem Erziehungsprogramm „Sankofa: African Thought and Education“.
Auch in der Kultur wird häufig auf Sankofa Bezug genommen. Der gleichnamige Film von Haile Gerima (1993) thematisiert die afrikanische Geschichte von Kolonialismus und Sklaverei. Die Jazz-Sängerin Cassandra Wilson besingt ihn auf „Blue Light 'til Dawn“ und ein britisches Filmkollektiv hat sich nach ihm benannt. Darüber hinaus wird er inzwischen auch in esoterischen Kreisen vermarktet.